# 藤井裕子

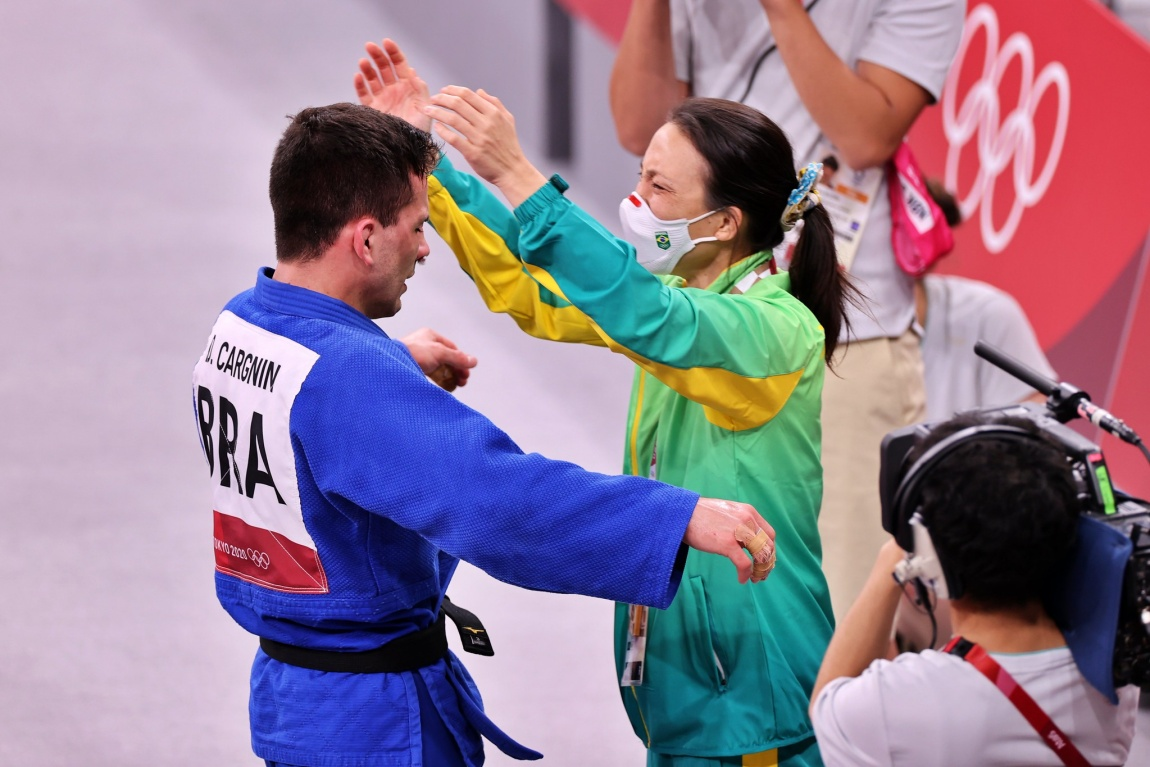
ダニエル・カルグニンを祝福する藤井裕子

藤井 裕子（ふじい ゆうこ、1982年8月18日 - ）は、愛知県大府市出身の柔道家、コーチ、YouTuber。2012年に開催されたロンドンオリンピックの柔道競技女子78kg級でイギリスの柔道界では12年ぶりのメダルとなる銀メダルを獲得したジェマ・ギボンズを指導したことで名高い。旧姓は中野。

## 人物
5歳の頃、母が通っていた整骨院の先生が柔道の指導者だったことがきっかけで、吉田秀彦や谷本歩実を輩出した大石道場に入門し柔道を始める。
大府中学3年の時には全国中学校柔道大会の56kg級決勝で下諏訪中学の徳久瞳に崩上四方固で敗れたが2位となった。さらに、1999年に開催された全国高等学校柔道選手権大会で3位の成績を収めた。同朋高等学校普通科卒業、広島大学教育学部卒業、教育学研究科修了。2007年5月にイギリスのバース大学に留学する。
2010年5月から2012年までイギリスで柔道ナショナルチームのコーチとして活動していた。2013年5月からはブラジル女子代表チームのコーチに就任した。2016年リオデジャネイロオリンピックでは57㎏級のラファエラ・シルバに金メダルをもたらした。2018年からはブラジル男子ナショナルチームの監督に就任した。2021年の東京オリンピック後にはチームのテクニカルコーディネーターとなった。